# Спасо-Преображенська церква (Гусинці)
Спасо-Преображенська церква (Гусинська церква, Затоплена церква, Спас на воді) — пам'ятка архітектури 19 століття, що вціліла від затопленого водами Канівського водосховища села Гусинці на Київщині. Нині церква та дзвіниця стоять на острівці за 200 метрів від берега.

## Історія

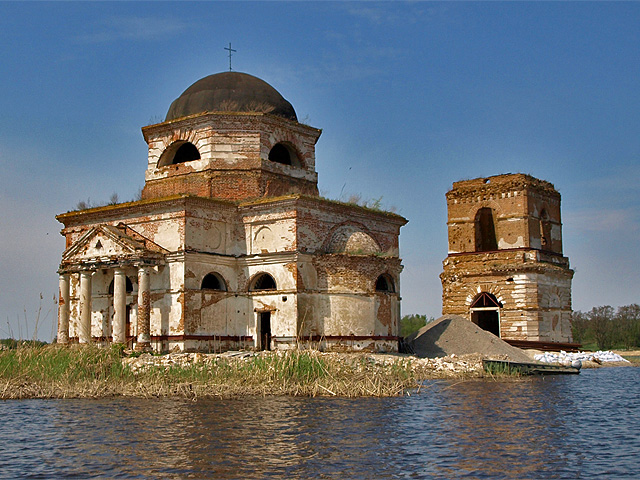
Вигляд церкви у травні 2010 року.

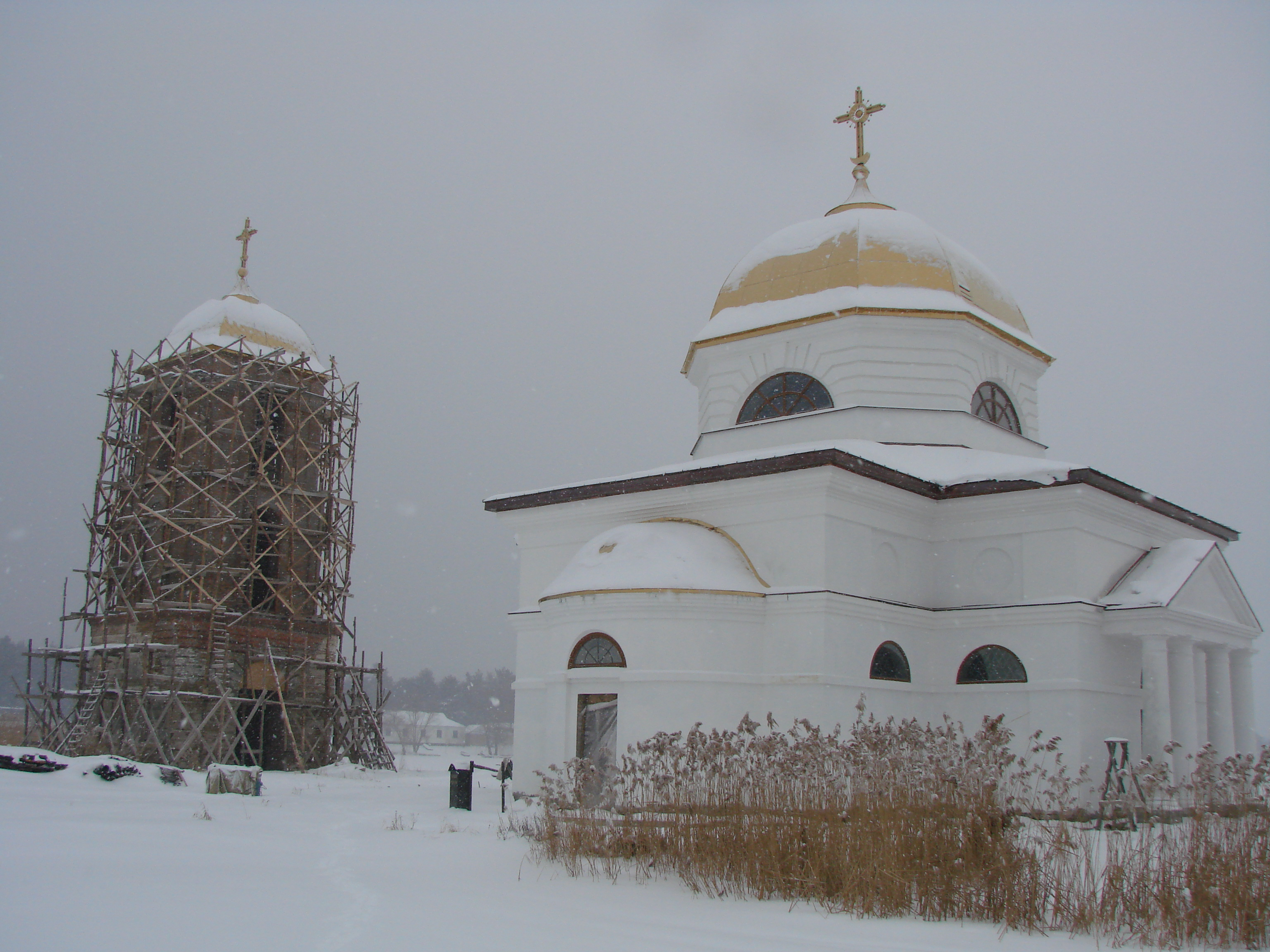
Вигляд церкви у лютому 2012 року.

### Будівництво
Церкву та дзвіницю збудовано у 1822 році коштом місцевого поміщика Гусинського.

### Відродження
Ініціатором відбудови храму став благодійний фонд «Богуслав». У 2008 році за його підтримки створено релігійну громаду Преображенської парафії Української Православної Церкви. В червні 2009 року Сошниківська сільрада надала храму адресу — урочище «Гусинці» та оформила громаді документи про право власності на будівлі.
Фондом здійснено дві експертизи пам'ятки:
- листопад 2008 — ОП «Укрбудрозвідування» проведено інженерно-геологічні дослідження прилеглої території;
- грудень 2008 — науковцями Київського національного університету будівництва та архітектури обстежено конструкції церкви та дзвіниці з оцінкою можливості збереження та умов відновлення.

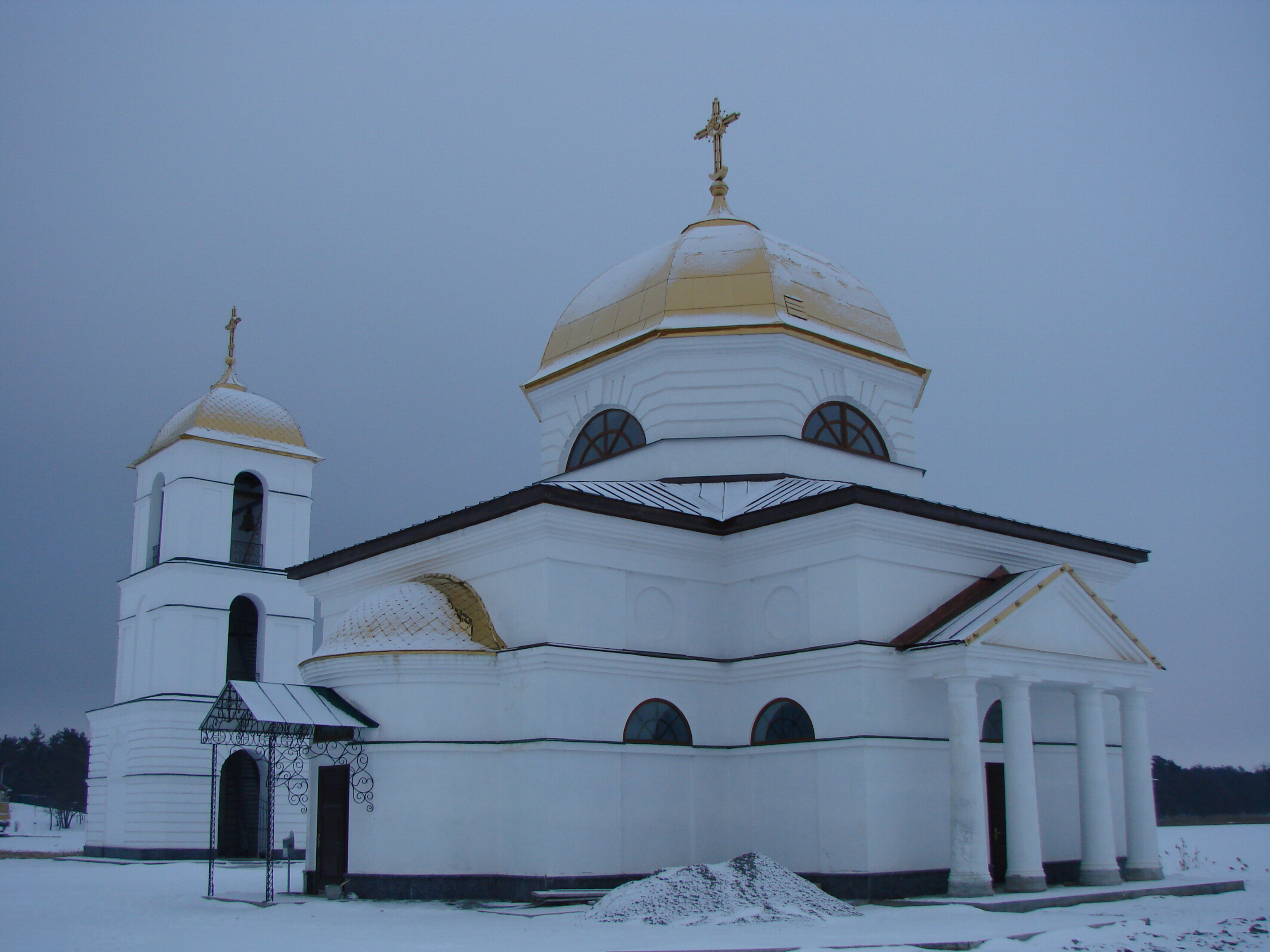
Вигляд церкви у січні 2013 року.

Експертні визнали стан пам'ятки незадовільним, а подекуди аварійним, проте відновлення — можливим, хоча і терміновим (характер існуючих руйнувань давав підстави прогнозувати остаточне руйнування протягом двох років). Фонд «Богуслав» відразу розпочав реставраційні роботи.
Першочергово підсилили підмурки. З вересня 2009 року розпочато підйом рівня ґрунту для захисту будівель від води та криги (задля чого завезено 440 т піску), а також залізобетонне зміцнення фундаментів та стін.
На кінець 2011 року церква зовні повністю побілена, дзвіницю надбудовано до первісного рівня та покрита куполом.
Впродовж 2012 року повністю завершено відновлення церкви та дзвіниці. Стіни храму зовні та всередині частково вкрито керамічними панно роботи Л. Мешкової. На дзвіниці встановлено дзвони. Триває внутрішнє опорядження храму.
Острів, на якому стоїть церква, намито і до берега 2011 року збудовано міст.